# Morning Musume no Musical "Love Century -Yume wa Minakerya Hajimaranai-"
Albums de Morning Musume
Best! Morning Musume 1
(2001) 4th Ikimasshoi!
(2002)
 Morning Musume no Musical "Love Century -Yume wa Minakerya Hajimaranai-" ~Original Cast Ban~  (モーニング娘。のミュージカル「LOVEセンチュリー -夢はみなけりゃ始まらない-」～オリジナル･キャスト盤～) est un album spécial attribué au groupe Morning Musume, accompagné d'autres artistes, sorti en 2001.

## Présentation
L'album sort le 1er août 2001 au Japon sur le label zetima. c'est la bande originale d'une comédie musicale, Love Century -Yume wa Minakerya Hajimaranai-, dont les membres de Morning Musume sont les vedettes, accompagnées d'autres chanteuses également issues du Hello! Project. Il atteint la 6e place du classement oricon. Il se vend à 60 880 exemplaires la première semaine, et reste classé pendant 4 semaines, pour un total de 80 820 exemplaires vendus. Sorti au faît du succès de Morning Musume, il restera malgré sa spécificité le huitième album le plus vendu du groupe.
Les membres d'alors de Morning Musume chantent la majorité des titres de l'album, en solo ou en diverses formations. Quelques titres sont interprétés par les autres chanteuses de la comédie musicale : les deux solistes Yuko Nakazawa et Michiyo Heike, les quatre membres de Melon Kinenbi, les deux membres restantes de Coconuts Musume, l'ex-T&C Bomber Atsuko Inaba, et Yukio Yamagata qui ne fait pas partie du Hello! Project. Toutes les chansons de l'album sont inédites, à part I Wish sortie en single l'année précédente par Morning Musume. Le DVD de la comédie musicale sort deux mois plus tard.

## Interprètes
Morning Musume
- 1re génération : Kaori Iida, Natsumi Abe
- 2e génération : Kei Yasuda, Mari Yaguchi
- 3e génération : Maki Goto
- 4e génération : Rika Ishikawa, Hitomi Yoshizawa, Nozomi Tsuji, Ai Kago

Autres
- Melon Kinenbi : Hitomi Saitō, Megumi Murata, Masae Otani, Ayumi Shibata
- Coconuts Musume : Ayaka, Mika
- Solistes : Yuko Nakazawa, Michiyo Heike
- Divers : Atsuko Inaba, Yukio Yamagata

## Titres
1. Welcome to Century Land (WELCOME TO THE センチュリーランド?)  (interprété par l'ensemble)
2. Datte Noni Yatteraren (だってのに　やってられん！?)  (par Hitomi - Chœurs : Kaori, Natsumi, et Mari)
3. Dont Stop Jinsei (DON'T STOP人生?)  (par Nozomi)
4. Dōshite Kamisama (どうして？神様?)  (par Ai)
5. Hey Hey My Dream (HEY! HEY! MY DREAM?)  (par Maki)
6. More Yoshi & Nyoru Inu no Theme Song (モー吉＆にょろ太のテーマソング?)  (par Natsumi, Kaori, Mari, Hitomi, et Ai)
7. Dai Scoop (大スクープ?)  (par Michiyo, Hitomi, Rika, Kaori, Mari, et Natsumi)
8. Tsuburekakeno Century Land (つぶれかけの(株)センチュリーランド?)  (par Yukio Yamagata et Kei)
9. Ojiichan no Tsukutta Century Land (おじいちゃんのつくったセンチュリーランド?)  (par Kei)
10. Watashi ga Watashi de Iru Basho (私が私でいる場所?)  (par Natsumi)
11. Show wo Yarimashō! (ショーをやりましょう！?)  (par Mari)
12. I Love New York City (I LOVE NEW YORK CITY?)  (par Atsuko, Ayaka et Mika)
13. Itsuka Ōzora no Shita De (いつか大空の下で?)  (par Megumi, Hitomi Saitô, Masae, et Ayumi)
14. Imōto wa Mō Inai (妹はもういない?)  (par Yuko)
15. Dekinai Koto wa Nai! (出来ないことはない!?)  (par Natsumi, Kaori, Mari, Hitomi, et Rika)
16. Shinbusha All Right! (新聞社　ALL RIGHT!?)  (par Michiyo)
17. Hard Training (ハード　トレーニング?)  (par Natsumi, Kaori, Mari, Hitomi, et Rika)
18. Wakannesho (わかんねっしょ！?)  (par Kaori)
19. Ningentte Sharara (人間ってシャララ?)  (par Rika)
20. I Wish (I WISH?)  (par Morning Musume)
21. Love Century (LOVEセンチュリー?)  (par l'ensemble)